# Ashmeadiella pronitens
Ashmeadiella pronitens är en biart som först beskrevs av Cockerell 1906.  Ashmeadiella pronitens ingår i släktet Ashmeadiella och familjen buksamlarbin. Inga underarter finns listade i Catalogue of Life.